# Paddington (Bakerloo, Circle e District lines do Metropolitano de Londres)
Paddington é uma estação do Metrô de Londres servida pelas linhas Bakerloo, Circle e District. Ela está localizada na Praed Street ao sul da estação principal de Paddington e tem entradas pela Praed Street e de dentro da estação principal. Na linha Bakerloo a estação fica entre Warwick Avenue e Edgware Road e nas linhas Circle e District fica entre Bayswater e Edgware Road. Fica na Zona Tarifária 1 de Londres.
A estação é dividida em duas partes: plataformas subterrâneas, inauguradas em 1868 e plataformas de nível profundo, inauguradas em 1913. É uma das duas estações de metrô separadas com o mesmo nome. A outra estação, ao norte da estação principal, é servida pelas linhas Circle e Hammersmith & City. Embora mostradas no mapa do metrô de Londres como uma única estação, as duas estações não estão diretamente ligadas e o intercâmbio entre elas é feito através do saguão da estação principal.

## História

### Estação de subsuperfície
A linha Circle e a linha District compartilham trilhos na estação subterrânea. Foi inaugurado como Paddington (Praed Street) pela Metropolitan Railway (MR, mais tarde a linha Metropolitan) em 1º de outubro de 1868, quando a empresa abriu uma filial em sua rota principal entre Hammersmith e Moorgate Street. O ramal corria para o sul até Gloucester Road e foi planejado como parte do Inner Circle, uma rota tortuosa sendo construída em conjunto com a District Railway (DR, agora a linha District) que pretendia ligar a maioria das principais estações da capital. A extensão foi construída principalmente em túneis rasos usando a técnica cut-and-cover. Os serviços eram prestados tanto pela RM quanto pela DR, com cada empresa operando trens Inner Circle sobre os trilhos da outra.
A estação possui duas plataformas posicionadas em um corte parcialmente coberto por cobertura envidraçada e parcialmente exposto à atmosfera. Foi projetado por John Fowler, o engenheiro-chefe da MR. O edifício de entrada ao nível da rua, construído em tijolo, apresentava uma balaustrada ao longo da extremidade do telhado, ornamentada com urnas. O edifício de Fowler foi demolido e reconstruído de acordo com um projeto do arquiteto do MR, Charles W Clark, em 1914, com um revestimento de blocos de faiança branca. O edifício está listado como Grau II pela Historic England.  A alvenaria dos muros de contenção da plataforma foi restaurada em 1986 durante a reforma da estação.
A estação foi a segunda aberta pela MR em Paddington. A estação anterior, chamada Paddington (Bishop's Road), foi inaugurada em 10 de janeiro de 1863. Fica ao norte da estação principal e é servida por trens no ramal de Hammersmith.
A partir de 1 de novembro de 1926, o MR forneceu todos os serviços do Inner Circle. Os serviços DR no lado oeste da rota circular terminavam em Edgware Road usando duas plataformas que foram construídas pela MR para um plano abandonado para uma nova rota entre Edgware Road e Finchley Road. "Praed Street" foi retirado do nome da estação subterrânea em 11 de julho de 1947 para corresponder ao nome usado para as plataformas de nível profundo. A partir de 1949, a linha Circle foi identificada nos mapas do metrô como uma linha separada substituindo o serviço da linha Metropolitan.
A estação subterrânea foi duas vezes danificada por explosões. Em 30 de outubro de 1883, uma bomba plantada por fenianos em campanha por uma República Irlandesa independente explodiu em um trem perto da estação. A bomba danificou o trem em que estava e um trem que passava junto com parte da estação e a caixa de sinalização. Sessenta e dois passageiros ficaram feridos. Na noite de 13 de outubro de 1940, a estação foi atingida por bombas alemãs lançadas durante a Blitz, matando cinco pessoas na estação; outros quatro morreram posteriormente devido aos ferimentos.

### Estação de nível profundo

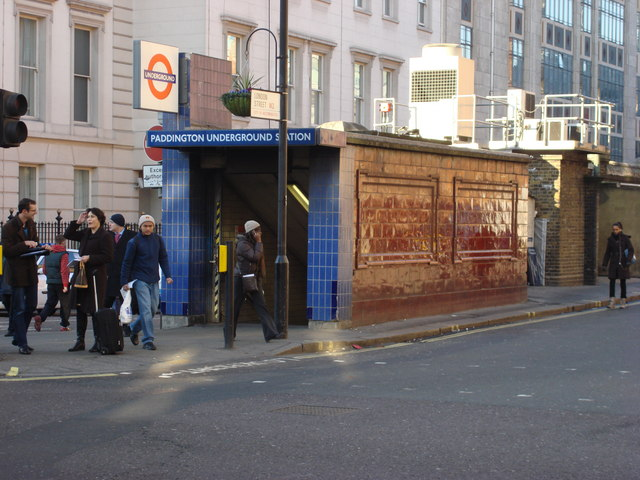
Entrada de pedestres na linha Bakerloo na esquina da London Street com a Praed Street

A estação de nível profundo foi inaugurada pela Baker Street and Waterloo Railway (BS&WR, mais tarde a linha Bakerloo) em 1 de dezembro de 1913 como o término temporário de sua extensão da Edgware Road. Para permitir que o BS&WR continuasse sua rota para o noroeste de Paddington, as plataformas da estação foram construídas em uma curva fechada. Um cruzamento entre trilhos e túneis reversíveis foram fornecidos além da nova estação. O trabalho de construção continuou além da estação para estender a linha até Queen's Park, onde se encontrava com os trilhos principais da London and North Western Railway. A extensão foi inaugurada em etapas, com os primeiros trens circulando de e para a Warwick Avenue em 31 de janeiro de 1915.
Ao contrário da maioria das estações BS&WR anteriores, um prédio de estação separado não foi construído em Paddington. Uma pequena entrada de pedestres na esquina noroeste do cruzamento da London Street com a Praed Street fornece acesso à bilheteria subterrânea. Após sua introdução bem-sucedida em Earl's Court em 1911, a estação foi a primeira da linha a ser projetada para usar escadas rolantes em vez de elevadores.

### Nova bilheteria da linha Bakerloo
Em dezembro de 2016, o Conselho da Cidade de Westminster aprovou propostas para construir um novo desenvolvimento de uso misto chamado Paddington Square em um local adjacente à estação principal. Os planos incluem a reconstrução da estação da linha Bakerloo, fornecendo uma nova bilheteria – quatro vezes maior que a bilheteria atual e duas vezes o número de barreiras de bilheteria – bem como acesso sem degraus entre as plataformas e o nível da rua. O desenvolvimento foi programado para ser concluído em 2022.

### Reforma nos anos 1980
A bilheteria e as plataformas são decoradas com desenhos de azulejos de David Hamilton instalados durante uma reforma de £ 6 milhões da estação entre 1984 e 1987, incorporando elementos de desenhos técnicos de Marc Isambard Brunel e outros engenheiros.

### Conexão com a linha Elizabeth
Como parte da construção do projeto Crossrail, um novo túnel de pedestres de 170m de comprimento foi escavado das plataformas da linha Bakerloo até a nova estação Paddington da linha Elizabeth a um custo de £ 40 milhões. Para conseguir isso, a estação da linha Bakerloo foi fechada por 5 meses em 2016 para permitir a construção, bem como a substituição de escadas rolantes. A nova ligação incluirá 2 escadas rolantes, bem como elevadores, permitindo que as plataformas da linha Bakerloo se tornem acessíveis pela primeira vez - embora através das entradas da estação da linha Elizabeth.

## Arranjo
A estação tem três salas de passagem: uma para as linhas Circle e District acima das plataformas da estação subterrânea, uma abaixo do solo para a estação da linha Bakerloo e uma sob a estação principal. A estação subterrânea e as bilheterias da estação de nível profundo estão ligadas através da bilheteria sob a estação principal, mas não entre si diretamente. As entradas são na Praed Street e de dentro da estação principal. No mapa do metrô, a estação é mostrada em conjunto com a outra estação de metrô separada e os dados de uso de passageiros de ambas são combinados.  A troca com a outra estação é feita pelo saguão da estação principal sem custo adicional se a mudança for feita dentro do horário permitido.

## Serviços

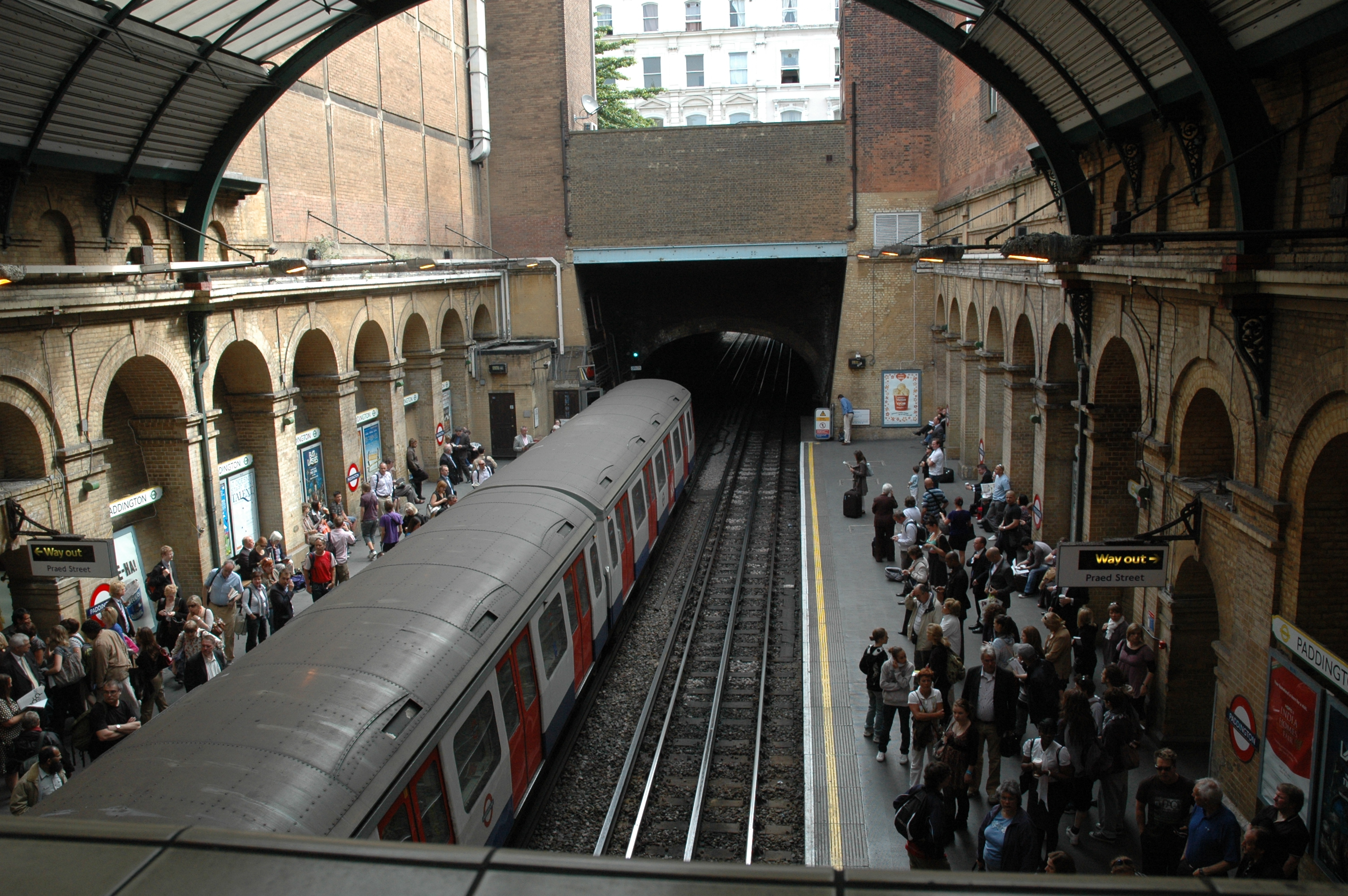
Plataformas das linhas Circle e District voltadas para o leste em direção à estação Edgware Road

A estação fica entre as estações Bayswater e Edgware Road nas linhas Circle e District e entre Warwick Avenue e Edgware Road na linha Bakerloo. Fica na Zona Tarifária 1 de Londres. As frequências dos trens variam ao longo do dia, mas, geralmente, os trens da linha Circle funcionam a cada 10 minutos, aproximadamente das 05:31 às 00:39 no sentido leste e das 05:07 às 00:45 no sentido oeste; eles são complementados por trens da linha District que operam a cada 10 minutos aproximadamente das 05:44 às 00:06 no sentido leste e das 05:57 às 00:22 no sentido oeste. Alguns trens noturnos da linha Circle continuam além da Edgware Road. Os trens da linha Bakerloo geralmente operam a cada 3 minutos aproximadamente das 05h45 às 00h22 no sentido sul e das 05h55 às 00h41 no sentido norte.

## Conexões
As rotas de ônibus de Londres 7, 23, 27, 36, 205, 332 e as rotas noturnas N7, N205 atendem a Praed Street.